# Hile (anatomie)

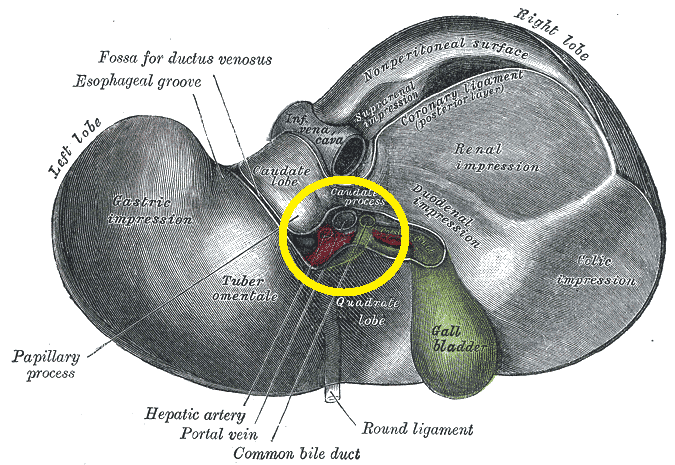
Hile du foie.

En anatomie humaine, le hile est une dépression ou fissure par laquelle des structures telles que les vaisseaux sanguins et les nerfs pénètrent dans un organe.
Par exemple, le hile du poumon, le hile du rein, du foie ou de la rate.